# داي فيرنون
داي فيرنون (بالإنجليزية: Dai Vernon)‏ هو ساحر استعراضي أمريكي وكندي، ولد في 11 يونيو 1894 في أوتاوا في كندا، وتوفي في 21 أغسطس 1992 في رامونا في الولايات المتحدة.

## وصلات خارجية
- داي فيرنون على موقع الموسوعة البريطانية (الإنجليزية)
- داي فيرنون على موقع قاعدة بيانات برودواي على الإنترنت (الإنجليزية)